# Kvarntjärnen (Nordmarks socken, Värmland, 664787-140884)
Kvarntjärnen är en sjö i Filipstads kommun i Värmland och ingår i Göta älvs huvudavrinningsområde.